# Харолд Пинтер
Харолд Пинтер (енгл. Harold Pinter; источни Лондон, 10. октобар 1930 — Лондон, 24. децембар 2008) био је енглески књижевник, уредник, песник, политички активиста и академик. Написао је преко двадесет дела, двадесет и један сценарио и режирао је двадесет и седам позоришних продукција.

## Биографија

### Младост и каријера
Пинтер је рођен у лондонској четврти Хакни, а родитељи су му били Јевреји источноевропског порекла. Његов отац, Хајман „Џек” Пинтер (1902–1997) је био кројач а мајка Франсес (рођена Москович; 1904–1992) је била домаћица. Накратко је студирао на Краљевској академији драмских уметности (енгл. Royal Academy of Dramatic Art, RADA). Као младић је објављивао поезију, те је почео да ради у позоришту као глумац под псеудонимом Дејвид Барон. Његова прва драма звала се Соба (The Room), а премијерно су је извели студенти на Универзитету у Бристолу 1957.
Рођенданска прослава (The Birthday Party) из 1958. године првобитно је доживела неуспех упркос похвалној критици у листу Сандеј Тајмс од стране водећег позоришног критичара Харолда Хобсона, али успешно је заживела након добро примљене драме Надгледник (The Caretaker) из 1960. Та два дела, као и други рани радови попут драме Повратак кући (The Homecoming) из 1964, понекад се називају „комедијама претње”. Често крену од наизглед безопасне ситуације и претворе је у претећа и апсурдна збивања зато што се ликови понашају на начин који је необјашњив публици, а понекад и другим ликовима. Тај је стил надахнуо придев „пинтеровски”. Сва Пинтерова дела одају утицај Самјуела Бекета, који је уосталом био његов дугогодишњи пријатељ.

### Награде и активизам
Добитник је Шекспирове награде за књижевност (Хамбург), Европске награде за књижевност (Беч), Пиранделове награде (Паралмо), Дејвид Коен британске награде за књижевност, Лоренс Оливер награде и Молијерове награде за животно дело.
Пинтерово интересовање за политику је веома јавно. Годинама је отворено и снажно говорио о злоупотреби државне моћи у међународној политици укључујући и НАТО бомбардовање СР Југославије.
Харолд Пинтер је енглески писац који је постигао светски успех, то је један од најкомплекснијих писаца након Другог светског рата. Његова дела су запажена по употреби тишине, која повећава тензије у корист недовољног разумевања и криптичног разговора. У истој мери препознатљиве су «Пинтерове теме»: еротска фантазија, безимена претња, опсесивност и љубомора, породична мржња и ментално узнемирење.
Нобелову награду за књижевност добио је 2005. године.
У саопштењу Нобелове задужбине се, између осталог, наводи је Пинтер у свом раду „открива бездане у свакодневним причама“, као и да је „Пинтер вратио позориште на основне елементе: Затворен простор и непредвидив дијалог, где људи зависе једни од других, а варке се руше."
"Његов слободни стил, пун претећих тишина, допринео је стварању придева 'Пинтеровски'."
Харолд Пинтер је 2. новембра на Изборној скупштини САНУ 2006. године изгласан за члана САНУ.

## Дела

### Позоришни и телевизијски комади
- The Room (1957)
- The Birthday Party (1957)
- The Dumb Waiter (1957)
- A Slight Ache (1958)
- The Hothouse (1958)
- The Caretaker (1959)
- A Night Out (1959)
- Night School (1960)
- The Dwarfs (1960)
- The Collection (1961)
- The Lover (1962)
- Tea Party (1964)
- The Homecoming (1964)
- The Basement (1966)
- Landscape (1967)
- Silence (1968)
- Old Times (1970)
- Monologue (1972)
- No Man's Land (1974)
- Betrayal (1978)
- Family Voices (1980)
- A Kind of Alaska (1982)
- Victoria Station (1982)
- One for the Road (1984)
- Mountain Language (1988)
- The New World Order (1991)[6]
- Party Time (1991)
- Moonlight (1993)
- Ashes to Ashes (1996)
- Celebration (1999)
- Remembrance of Things Past (2000)

### Позоришни скечеви
- The Black and White (1959)
- Trouble in the Works (1959)
- The Last to Go (1959)
- Request Stop (1959)
- Special Offer (1959)
- That's Your Trouble (1959)
- That's All (1959)
- Interview (1959)
- Applicant (1959)
- Dialogue for Three (1959)
- Umbrellas (1960)
- Night (1969)
- Precisely (1983)
- "God's District" (1997)[7]
- Press Conference (2002)
- Apart From That (2006)

### Радио драме
- Voices (2005)[8]

### Сценарији
- The Caretaker (1963)
- The Servant (1963)
- The Pumpkin Eater (1963)
- The Compartment (1965) — сценарио није објављен нити је филм продуциран
- The Quiller Memorandum (1965)
- Accident (1966)
- The Birthday Party (1968)
- The Go-Between (1970)
- The Homecoming (1969)
- Langrishe, Go Down (1970; адаптирано за ТВ 1978)
- The Proust Screenplay (1972)
- The Last Tycoon (1974)
- The French Lieutenant's Woman (1981)
- Betrayal (1982, 1983)[9]
- Victory (1982) — сценарио је објављен али није продуциран
- Turtle Diary (1984)
- The Handmaid's Tale (1987)
- Reunion (1989)
- The Heat of the Day (1988) — адаптирано за ТВ
- The Comfort of Strangers (1989)
- The Remains of the Day (1991)
- Party Time (1992) — адаптирано за ТВ
- The Trial (1993)
- Lolita (1994)
- The Dreaming Child (1997)
- The Tragedy of King Lear (2000)
- Sleuth (2007)

### Проза
- Kullus (1949)
- The Dwarfs (1990) (роман)
- Latest Reports from the Stock Exchange (1953)
- The Black and White (1954–55)
- The Examination (1955)
- Tea Party (1963)
- The Coast (1975)
- Problem (1976)
- Lola (1977)
- Short Story (1995)
- Girls (1995)
- Sorry About This (1999)
- Tess (2000)
- Voices in the Tunnel (2001)
- The Mirror (2007)

### Збирке поезије
- Poems (1971)
- I Know the Place (1977)
- Poems and Prose 1949–1977 (1978)
- Ten Early Poems (1990)
- Collected Poems and Prose (1995)
- "The Disappeared" and Other Poems (2002)
- Poems by Harold Pinter Chosen by Antonia Fraser. Warwick: Greville Press Pamphlets, 2002.
- Six Poems for A. Warwick: Greville Press Pamphlets, 2007.  0-9555821-1-3 (10).  978-0-9555821-1-0 (13).

### Антологије и друге збирке
- 99 Poems in Translation: An Anthology Selected by Harold Pinter, Anthony Astbury, & Geoffrey Godbert (1994)
- 100 Poems by 100 Poets: An Anthology Selected by Harold Pinter, Anthony Astbury, & Geoffrey Godbert (1987)
- 101 Poems Against War (2003)
- War (2003)
- Various Voices: Prose, Poetry, Politics 1948–2005 (1998)
- Death etc. (2005)
- The Essential Pinter (2006)
- Various Voices: Sixty Years of Prose, Poetry, Politics 1948–2008 (1998 & 2005)

### Говори
- Art, Truth and Politics (2005) — говор поводом добијања Нобелове награде